# ハーバーライナー (神戸 - 松山線)

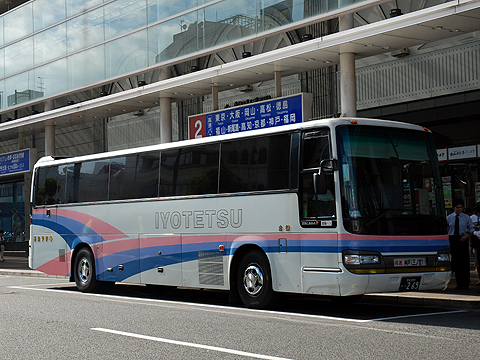
ハーバーライナー（伊予鉄道）

ハーバーライナー (神戸 ‐ 松山線)は、兵庫県神戸市と愛媛県東温市、松山市を結ぶ高速バスである。当初は全便が横4列席車両であったが、2012年3月9日より、神姫バス担当の3往復が独立3列席車両へと変更した。2020年9月より伊予鉄バス担当の2往復が3列車両へと変更した。
全席指定制のため、乗車の際には予約が必要だが、当日空席があれば予約なしでも乗車可能。

## 歴史
- 2002年11月 - 1日2往復で運行開始
- 2025年7月14日 - 徳島自動車道を走行中の伊予鉄バス運行の神戸行き上り便が、対向車線からはみ出してきたトラックと正面衝突し、乗客1人が死亡、運転士・乗客12人が重軽傷を負う[1][2]

## 運行会社
- 伊予鉄バス
- 神姫バス

## 運行回数
- 1日6往復。ただし、土・日・祝・繁忙期は8往復運行する。

## 運行経路
松山室町営業所－松山市駅－（国道33号線）－松山インター口－（松山自動車道）－川内インター－（松山自動車道－徳島自動車道－あいあいロード）－（高松自動車道－神戸淡路鳴門自動車道）－高速舞子BS－（神戸淡路自動車道ー第二神明道路－阪神高速道路）－神姫三宮バスターミナル
※吉野川SAで10分間の休憩を取る。
- 2003年の運行開始当初は、松山市駅 - 三ノ宮駅間直通運転だった。